# A hobbit (South Park)
A hobbit (The Hobbit) a South Park című amerikai animációs sorozat 247. része (a 17. évad 10. epizódja). Elsőként 2013. december 11-én sugározták az Egyesült Államokban. Magyarországon 2014. március 4-én mutatta be a magyar Comedy Central.
Az epizód cselekménye során Wendy Testaburger a testképzavarral kapcsolatban szeretné felhívni a világ figyelmét, miközben a rapper Kanye West arról győzködi a világot, hogy a menyasszonya, Kim Kardashian nem egy hobbit. 

## Cselekmény
|  | Alább a cselekmény részletei következnek! |

Miközben az iskolai pompomcsapat próbál, egyikük, Lisa Berger láthatóan bizonytalan. A csapat kapitánya, Wendy rájön, hogy szerelmes Buttersbe, ezért azt javasolja neki, hogy hívja el egy randira, hogy ezzel növelje az önbizalmát. Csakhogy Butters visszautasítja őt, és közli vele, hogy túl kövér hozzá. Wendy kérdőre vonja ezért, Butters pedig azt mondja erre, hogy neki az ideálja az olyan, mint Kim Kardashian. Wendy dühében a fejéhez vágja, hogy Kim Kardashiannek hobbit-teste van, és hogy az összes képét Photoshop segítségével manipulálták, ami testképzavarossá teszi a lányokat.
Mr. Mackey behívatja Wendyt, aki azt hiszi, hogy Butters viselkedése lesz terítéken. Ehelyett közli vele, hogy az a probléma, hogy hobbitnak nevezte Butters barátnőjét, és "ircsinek" nevezi őt. Nem sokkal később Kanye West érkezik az iskolába, akit Mr. Garrison Aquaman-ként konferál fel (utalva a "Halrudi" című epizódra), aki elkezdi azt magyarázni, hogy Kim Kardashian miért nem hobbit (viszont a magyarázatából egyre inkább az derül ki, mintha tényleg az lenne). Wendy megmutatja Buttersnek, hogy miként is működik a Photoshop, ami átszerkeszti Lisa Berger képét. Butters a képet látva azt hiszi, hogy az Lisa valódi énje, ezért azonnal meg akarja keresni őt - csakhogy a lány már Clyde-dal jár, mióta ő is látta a képet. Mikor Wendy azt látja, hogy az összes fiú a megszerkesztett képet látja valódinak, kifakad, és közli, hogy Lisa kövér és ronda. Emiatt mindenki "ircsinek" nevezi és újra Mr. Mackeynél köt ki. Wendy megígéri, hogy megváltozik.
A Time magazin Év Embere díjátadóján Ferenc pápa kapja meg a kitüntetést, de köszönőbeszédét félbeszakítja Kanye West, ahol ugyanúgy elkezdi mondani a nagyközönség előtt, hogy a menyasszonya nem hobbit (és az elmondásából ugyancsak az kerekedik ki, hogy lehet, hogy mégiscsak az). Ezalatt Lisa népszerűsége egyre nő az iskolában, a többieké pedig csökken, ezért ők azt kérik Wendytől, hogy készítsen nekik is egy szerkesztett képet. Mikor Wendy ezt visszautasítja, Lisa viszi el őket egy helyre, ahol megcsinálják ezeket a képeket. Stan azt kéri Wendytől, hogy ő is csináljon magáról egyet, amit ő visszautasít, és azt mondja, mindenkinek megvannak a kis tökéletlenségei, amiket el is kezd sorolni. Ezt az egész iskola meghallja és gyűlölködőnek nevezik. Elmegy a 9-es csatorna reggeli híradójába, és elmondja, hogy kezdeményezni fogja a Kongresszusnál a képmanipulációt, mert tetsképzavart idéz elő a lányoknál. Válaszul a híradóban is "gyűlölködőnek" és "ircsinek" bélyegzik meg, de ő nem adja fel, és közli, hogy bármi áron fel fog lépni ezek ellen.
Aznap éjjel Kanye West keresi fel Wendyt, aki egy mesét olvas fel neki egy csúnya hobbitról, aki arról álmodott, hogy egy nap szép lesz. A történet szerint a Photoshop nevű "varázserővel" változott széppé, de egy "ircsiszörny" elvette a varázserőt tőle. Ő azonban még így is szereti a hobbitot. Wendy bocsánatot kér, majd végül átszerkeszti a saját képét is.

## Fordítás
Ez a szócikk részben vagy egészben  a   The Hobbit (South Park) című angol Wikipédia-szócikk ezen változatának fordításán alapul.  Az eredeti cikk szerkesztőit annak laptörténete sorolja fel. Ez a jelzés csupán a megfogalmazás eredetét és a szerzői jogokat jelzi, nem szolgál a cikkben szereplő információk forrásmegjelöléseként.